# Jawan
Jawan (hebr. יָוָן) – postać biblijna, syn Jafeta oraz wnuk Noego. Występuje w Księdze Rodzaju. 
Był jednym z protoplastów narodów popotopowych, które rozproszyły się po ziemi (Rdz 10:1-5; 1Krn 1:5).
Utożsamiany z plemieniem Jonów (Jończyków).